# Diritti umani in Messico
I diritti umani in Messico sono un insieme di principi morali e di norme che descrivono certi standard del comportamento umano in Messico. Sono protetti regolarmente come diritti legali in materia di diritto nazionale e internazionale. I problemi relativi alla violazione dei diritti umani includono la tortura, esecuzioni sommarie e esecuzioni capitali extragiudiziali, repressioni da parte della polizia, abusi sessuali e, più recentemente, repressione e uccisione di giornalisti.
L'Human Rights Watch riporta che il numero delle sparizioni da parte delle forze dell’ordine messicane sia incrementato dal 2006. Dice inoltre che le forze dell’ordine messicane commettono omicidi di civili al di fuori della legge ad un livello estremamente allarmante e, per di più, fanno un uso molto esteso di tecniche di tortura come percosse, annegamento simulato, elettroshock e abusi sessuali come un mezzo per estorcere informazioni ai detenuti. In aggiunta, si riporta anche che il sistema criminale di giustizia fallisce continuamente nel fornire il giusto trattamento a vittime di crimini violenti e violazioni dei diritti umani quando queste cercano giustizia, e che attacchi effettuati a giornalisti, autorità o organizzazioni di criminalità organizzata portino alla autocensura. Il documento cita inoltre problematiche legate alla condizione di migranti minori non accompagnati, diritti delle donne e dei bambini, orientamento sessuale e identità di genere, cure palliative e diritti dei disabili.
Mentre il governo messicano si sta impegnando nel combattere la criminalità organizzata nella guerra alla droga, le autorità messicane commettono delle violazioni dei diritti umani che includono esecuzioni extragiudiziali, sparizioni forzate e tortura. Sono stati riscontrati sforzi molto limitati per investigare e perseguire penalmente questi abusi. I diritti umani in Messico devono anche far fronte a molte difficoltà nella battaglia per avere accesso alle cure mediche e molti problemi riguardanti la violenza usata verso giornalisti restano ancora irrisolti.